# Ichikawa Akihiko
Akihiko Ichikawa (sinh ngày 22 tháng 5 năm 1973) là một cầu thủ bóng đá người Nhật Bản.

## Sự nghiệp câu lạc bộ
Akihiko Ichikawa đã từng chơi cho Yokohama Flügels.